# Akram Al-Bunni
Akram al-Bunni est un auteur et défenseur des droits humains syrien. Sympathisant de gauche, il a été arrêté plusieurs fois pour ses écrits et son positionnement politique, critique du régime de Bachar el-Assad et demandant une transformation démocratique de la société syrienne. Il a passé plus de 20 ans comme prisonnier politique et est actuellement disparu dans les prisons du régime syrien.

## Biographie

### Famille
Akram al-Bunni, de confession chrétienne, naît dans une famille d'intellectuels aux idées de gauche, pro-démocratiques et donc critiques du régime Assad. Akram est le frère d'Anouar al-Bunni, avocat et défenseur des droits humains, qui a passé plus de cinq ans en prison pour son travail de documentation des violations de droits humains pour les détenus d'opinion. Leur sœur, Sahar al-Bunni, est également emprisonnée à plusieurs reprises. Elle est l'épouse de Moustapha Khalifa, prisonnier politique syrien reconnu. Avec ses frère et sœur et leurs conjoints, Akram et eux cumulent plus de 70 années d'emprisonnement politique,.

### Militantisme et emprisonnements
Entre 1978 et 1980, Akram al-Bunni est emprisonné près de 3 ans et les autorités semblent chercher à l'arrêter peu après sa libération pour son activité au sein du Parti communiste syrien. Pendant la période où il est recherché, sa femme est arrêtée et gardée comme otage à plusieurs reprises.
Le 11 août 1987, alors qu'il est âgé de 35 ans et en 3ème année de ses études de médecine, il est de nouveau arrêté et détenu dans la Branche Palestine.
Le 11 janvier 2006, Akram al-Bunni est empêché de quitter la Syrie pour se rendre à une réunion dans l'Union européenne.
Le 17 mai 2006, Akram al-Bunni, qui a alors déjà passé 16 années en prison pour avoir milité avec le parti communiste, est de nouveau arrêté, avec 12 autres signataires de la Déclaration de Damas,.
En 2013, pendant la guerre civile syrienne, il refuse la division des minorités, dont les Chrétiens, que le régime cherche à effrayer, ne se rangent derrière le régime par peur de l'islamisme. 
Le 22 février 2014, Akram al-Bunni est de nouveau arrêté par les services de sécurité du régime. Il est porté disparu depuis lors.